# Naqura
Naqura (in arabo الناقورة‎?, al-Nāqūra), scritto anche con le varianti Enn Nâqoura, Naqoura, An Nāqūrah, è una cittadina situata nel Libano meridionale.
Dal 23 marzo 1978, Raʾs Nāqūra (Capo di Naqura) ospita il quartier generale dell'UNIFIL (United Nations Interim Force
in Lebanon - Forza di Interposizione in Libano delle Nazioni Unite), cui afferisce anche un raggruppamento elicotteristico italiano, mentre dal 2008 è anche teatro d'azione dell'Operazione Leonte.